# 대한민국 민법 제234조
대한민국 민법 제234조는 용수권에 관한 다른 관습에 대한 조문이다. 민법 제2편 물권법 제3장 소유권 제1절 소유권의 한계에 나와 있으며 2024년 9월 20일 법률 제20432호로 일부 개정되어, 2025년 1월 31일부터 시행되었다

## 조문
제234조(용수권에 관한 다른 관습) 전3조의 규정은 다른 관습이 있으면 그 관습에 의한다.

第234條 (用水權에 關한 다른 慣習)前3條의 規定은 다른 慣習이 있으면 그 慣習에 依한다.

## 전 3조의 규정
제231조 (공유하천용수권)①공유하천의 연안에서 농, 공업을 경영하는 자는 이에 이용하기 위하여 타인의 용수를 방해하지 아니하는 범위내에서 필요한 인수를 할 수 있다. ②전항의 인수를 하기 위하여 필요한 공작물을 설치할 수 있다.

제232조(하류 연안의 용수권보호) 전조의 인수나 공작물로 인하여 하류연안의 용수권을 방해하는 때에는 그 용수권자는 방해의 제거 및 손해의 배상을 청구할 수 있다.

제233조 (용수권의 승계)농, 공업의 경영에 이용하는 수로 기타 공작물의 소유자나 몽리자의 특별승계인은 그 용수에 관한 전소유자나 몽리자의 권리의무를 승계한다.

## 비교 조문
법령 중의 선량한 풍속, 기타 사회질서에 관계없는 규정과 다른 관습이 있는 경우에 당사자의 의사가 명확하지 않은 때에는 그 관습에 의한다.

## 판례
1. ↑  민법 제106조